# Commissie-Hallstein I
De Commissie-Hallstein I was een commissie van de Europese Unie (toentertijd Europese Economische Gemeenschap). De commissie bestond uit twee afgevaardigden van de grote lidstaten (Duitsland, Frankrijk en Italië) en één afgevaardigde van de Benelux-landen. In december 1957 werd Walter Hallstein, topdiplomaat op het Duitse ministerie van Buitenlandse Zaken, benoemd tot voorzitter van de commissie. De commissie Hallstein I verwierf een mandaat voor vier jaar. Dit mandaat verliep in januari 1962 en de commissie werd opgevolgd door de tweede commissie van Walter Hallstein. 
De Europese Commissie was tot stand gekomen middels het Verdrag van Rome. De belangrijkste taken van de commissie waren de creatie van een gemeenschappelijk landbouwbeleid en de interne markt. De portefeuille landbouw werd toegewezen aan Sicco Mansholt. Op basis van adviezen van de lidstaten, die hij verkreeg op de conferentie in Stresa (juli 1958), lanceerde Mansholt in juni 1960 zijn voorstel voor het Gemeenschappelijk Landbouwbeleid (GLB). In januari 1962 ging de Raad van de Europese Unie akkoord met het voorstel. Piero Malvestiti en later Giuseppe Caron kwamen met voorstellen ter bevordering van de totstandkoming van een douane-unie. 

## Samenstelling
| Ambtsbekleder | Ambtsbekleder | Ambtsbekleder                    | Functie en bevoegdheid            | Termijn                             | Partij              | Land                     |
| ------------- | ------------- | -------------------------------- | --------------------------------- | ----------------------------------- | ------------------- | ------------------------ |
|               |               | Walter Hallstein (1901–1982)     | Voorzitter                        | 10 januari 1958 – 9 januari 1962    | EVP Nationaal: CDU  | Bondsrepubliek Duitsland |
|               |               | Sicco Mansholt (1908–1995)       | Vicevoorzitter Landbouw           | 10 januari 1958 – 9 januari 1962    | PES Nationaal: PvdA | Nederland                |
|               |               | Robert Marjolin (1902–1983)      | Vicevoorzitter Financiën          | 10 januari 1958 – 9 januari 1962    | PES Nationaal: SFIO | Frankrijk                |
|               |               | Piero Malvestiti (1899–1964)     | Vicevoorzitter                    | 10 januari 1958 – 15 september 1959 | EVP Nationaal: DC   | Italië                   |
| Interne Markt |               | Piero Malvestiti (1899–1964)     |                                   | 10 januari 1958 – 15 september 1959 | EVP Nationaal: DC   | Italië                   |
|               |               | Giuseppe Caron (1904–1998)       | 25 november 1959 – 9 januari 1962 |                                     | EVP Nationaal: DC   | Italië                   |
|               |               | Jean Rey (1902–1983)             | Externe Betrekkingen              | 10 januari 1958 – 9 januari 1962    | ALDE Nationaal: PVV | België                   |
|               |               | Hans von der Gröben (1907–2005)  | Mededinging                       | 10 januari 1958 – 9 januari 1962    | EVP Nationaal: CDU  | Bondsrepubliek Duitsland |
|               |               | Giuseppe Petrilli (1913–1999)    | Sociale Zaken                     | 10 januari 1958 – 8 februari 1961   | Onafhankelijk       | Italië                   |
|               |               | Lionello Levi Sandri (1910–1991) | Sociale Zaken                     | 8 februari 1961 – 9 januari 1962    | PES Nationaal: PSI  | Italië                   |
|               |               | Michel Rasquin (1899–1958)       | Vervoer                           | 10 januari 1958 – 27 april 1958     | PES Nationaal: LSAP | Luxemburg                |
|               |               | Lambert Schaus (1908–1978)       | Vervoer                           | 18 juni 1958 – 9 januari 1962       | EVP Nationaal: CSV  | Luxemburg                |
|               |               | Robert Lemaignen (1893–1980)     | Ontwikkelingssamenwerking         | 10 januari 1958 – 9 januari 1962    | Onafhankelijk       | Frankrijk                |